# Haplochromis howesi
Haplochromis howesi är en fiskart som beskrevs av Van Oijen 1992. Haplochromis howesi ingår i släktet Haplochromis och familjen Cichlidae. IUCN kategoriserar arten globalt som sårbar. Inga underarter finns listade i Catalogue of Life.